# Васил Преславски
Васил Тонев Преславски е български опълченец.

## Биография
Роден е като Васил Тонев Каракашев в Преслав, за годината на раждането му има неяснота: по документи е ноември 1851 година, но според други сведения – 1842 година.
На около 18-годишна възраст напуска дома си и се мести в шуменското село Сини вир, където държал бакалия. Взема за нова фамилия Преславски, по родното си място.
На 3 май 1877 година се записва като доброволец в българското опълчение и е включен в състава на Шеста дружина под командването на подполковник Николай Александрович Беляев. На 26 май е повишен в чин ефрейтор. На 4 юли (стар стил) Шеста дружина участва в първата битка на българското опълчение с турската войска – битката край село Уфлани (днешното село Ветрен в община Мъглиж). Задачата на дружината е била да охранява подстъпите към Северна България. Преславски се уволнява опълчението на 10 юни 1878 г. Когато се завръща от войната в Шумен, се завръща към търговска дейност.
През 1885 година участва и в Сръбско-българската война. Бива ранен при сражение до град Кула, изгубва и ордените и документите си на опълченец. Докато получи ново свидетелство, той остава временно без част от привилегиите, полагащи се на опълченците по онова време.
Преславски почива на 6 януари 1930 година в Шумен.

## Признание
Със свое решение от 21 септември 1922 г. Габровският градски общински съвет обявява за почетни граждани 522 поборници и опълченци, един от които (под № 223) е Васил Преславски.
Името на Преславски е вписано и сред имената на 106-те шуменски опълченци на паметната плоча, поставена на храм „Възнесение Господне“ в Шумен.